# Roman Szołtysek
Roman Szołtysek (ur. 29 grudnia 1978 w Bytomiu) – polski aktor teatralny.
Absolwent PWST w Krakowie (2004). Aktor teatrów krakowskich (od 2004), sporadycznie występujący na Śląsku. Aktor grający głównie role w sztukach nowoczesnych, opartych na choreografii tanecznej. Najbardziej znany z roli w sztuce (której był również współtwórcą) "Na masce czerwonego samochodu." (2005), wystawionej w Krakowskim teatrze Scena STU. Występuje pod pseudonimem "Wielki R".